# Universitätsklinikum St. Pölten

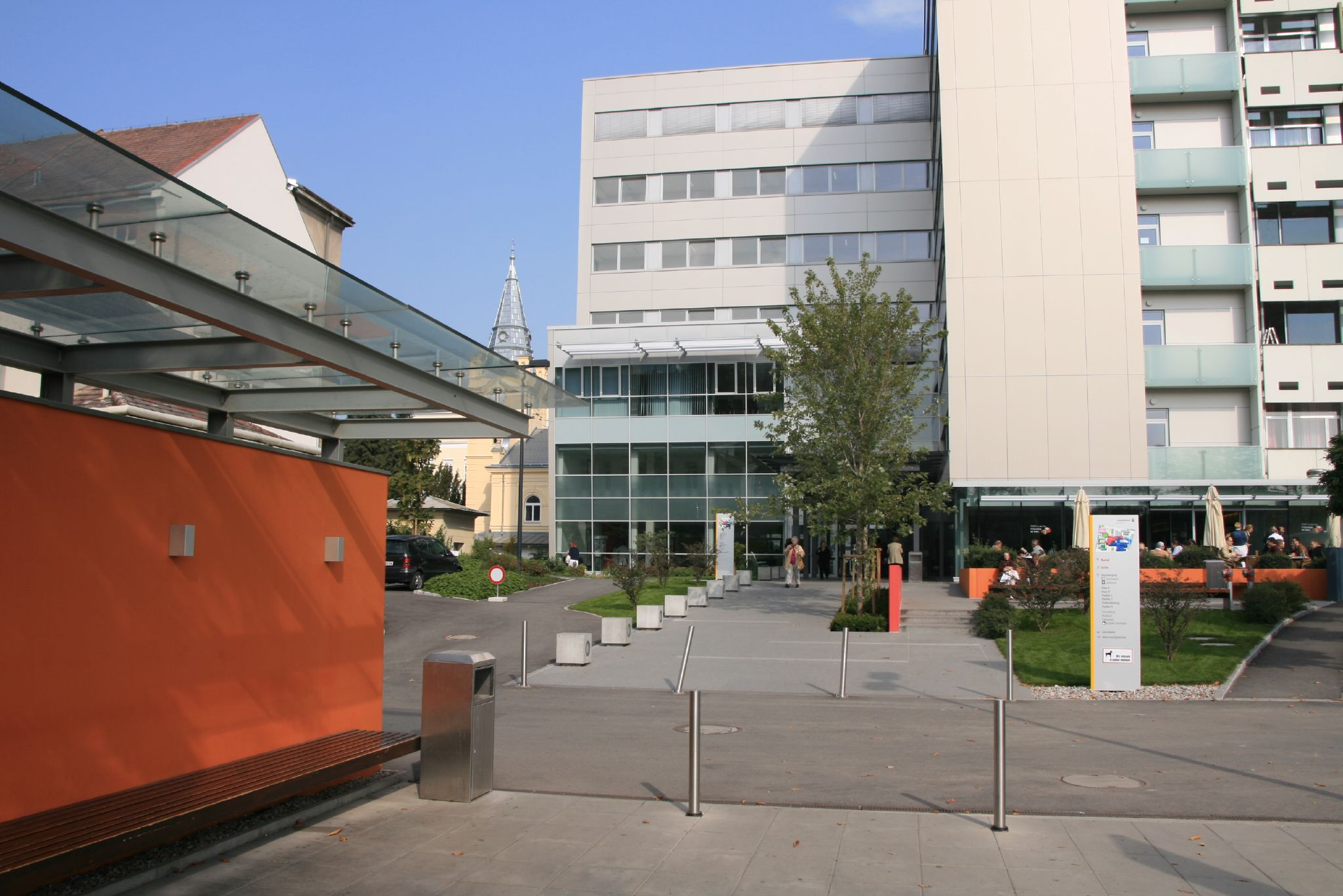
Der Haupteingang (2007)

Das Universitätsklinikum St. Pölten ist ein Krankenhaus in Sankt Pölten und wird von der Landesgesundheitsagentur (LGA) geführt. Es befindet sich am Dunant-Platz 1 im Norden der Stadt und ist mit ca. 3000 Mitarbeitern und 1140 Betten das größte Krankenhaus Niederösterreichs. Im Jahr 2014 wurde das Haus von Landesklinikum St. Pölten in Universitätsklinikum St. Pölten umbenannt. Seither bildet es zusammen mit dem Universitätsklinikum Krems (ca. 460 Betten) und dem Universitätsklinikum Tulln (ca. 440 Betten) die Universitätskliniken der 2013 gegründeten, in Krems an der Donau angesiedelten Karl Landsteiner Privatuniversität für Gesundheitswissenschaften.

## Geschichte

### Bettenanzahl
| Verfügbare Betten | Verfügbare Betten |
| Jahr              | Betten            |
| ----------------- | ----------------- |
| 1895              | 150               |
| 1915              | 320               |
| 1936              | 550               |
| 1967              | 792               |
| 1981              | 1.143             |
| 2006              | 1.077             |
| 2019              | 1.139             |

### Anfangsphase des Krankenhauses

Das Krankenhaus im Jahr 1895

Am 18. Jänner 1894 erfolgte die Grundsteinlegung des Krankenhauses. Entworfen wurde der Bau vom Wiener Baurat Eugen Sehnal und am 5. Oktober 1895 wurde das neue Spital nach Pavillonsystem errichtet und mit 150 Betten ausgestattet. Mit der Fertigstellung standen die Stationen Chirurgie (Pavillon 1), Innere Medizin (Pavillon 2) und Infektion (Pavillon 3) sowie die Verwaltung zur Verfügung. Am 5. Oktober 1895 eröffnete der österreichische Kaiser Franz Josef I. persönlich das nach ihm benannte Kaiser Franz Joseph Krankenhaus zu St. Pölten.
Im 1895 fertiggestellten Operationssaal wurden im ersten Jahr bereits 275 Operationen durchgeführt. Der Komplex wurde 1915 durch Aufbau auf Pavillon 1 und Pavillon 2 erweitert. Der Bettenstand betrug zu diesem Zeitpunkt 320 Betten. In den Jahren von 1927 bis 1936 erfolgte der Ausbau von Pavillon 1 auf drei Geschoße und diverse Zubauten an Pavillon 3. Zudem wurde die Chirurgie erweitert und Fachabteilungen wie Röntgen, Gynäkologie, HNO- und Augenabteilung eingerichtet. 1941 wurde der Pavillon 4 in Betrieb genommen. Im Zweiten Weltkrieg wurde das Krankenhaus teilweise durch Bomben zerstört. Die Wiederbeschaffung der Einrichtungen bereitete große Schwierigkeiten. Die Klinik wurde behelfsmäßig mit einem Schiffskessel beheizt, der aus einem Elbkahn ausgebaut worden war. Der Kessel wurde im Winter 1945 auf Ölfeuerung umgebaut und war bis 1949 in Betrieb.

### In der Nachkriegszeit

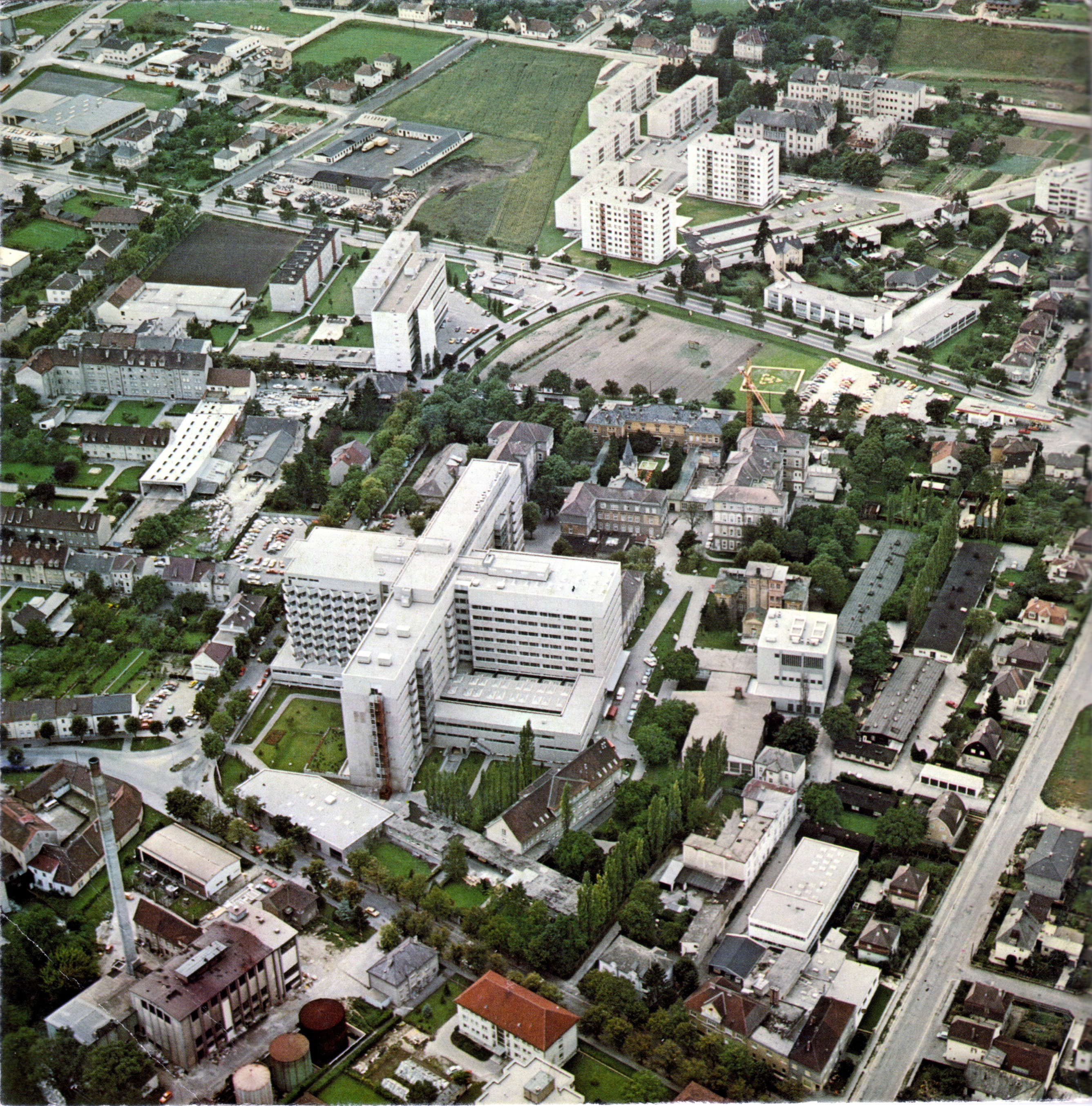
Das Krankenhaus im Jahr 1981

Nach jahrelangen Verhandlungen konnte 1961 eine Generalplanung des Krankenhausneubaues im Gemeinderat beschlossen werden. Dazu wurde eines Architektenwettbewerb veranstaltet. Der Neubau war 1975 zur Gänze abgeschlossen.
Im Zeitraum von 1976 bis 1981 wurden einige Abteilungen neu eröffnet:
- die Orthopädie und  Mund-, Kiefer- und Gesichtschirurgie im zweiten Obergeschoß des Neubaues
- die erste dezidierte Intensivstation im zweiten Obergeschoß des Neubaues
- die Dialysestation im dritten Obergeschoß des Neubaus
- eine Bettenstation der neurologischen Abteilung im vierten Obergeschoß des Neubaues
- die Augenabteilung und die Sehschule im siebten Obergeschoß des Neubaues
- die Isotopenstation im Pavillon 4

Der Neubau der Krankenpflegeschule wurde 1977 eröffnet. Der heute nicht mehr bestehende Kinderpavillon folgte 1986. Im Juni 1989 erfolgte ein Grundsatzbeschluss des Gemeinderates zum Ausbau des Krankenhauses für Maximalversorgung. Von 1990 bis 1995 wurden folgende Zubauten und Abteilungen neu eröffnet:
- ein Hubschrauberlandeplatz am Dach des Südtraktes des Haupthauses
- das Pathologische Institut
- die 3. Medizinische Abteilung mit dem Schwerpunkt Kardiologie
- die Herzchirurgie
- OP-Container für Urologie und Chirurgie
- die Plastische und Wiederherstellende Chirurgie als eigene Abteilung.

1998 wurde eine Klinische Abteilung für Herzchirurgie mit 18 Betten und einem OP-Saal gegründet. Zudem wurden eine Gamma-Kamera und ein Operationsroboters (Robodoc) im Bereich der Orthopädischen Abteilung angeschafft. Darüber hinaus wurde die anästhesiologische Intermediate-Care-Unit im zweiten Obergeschoß des Neubaues eröffnet. Der Beginn des Ausbaus des Krankenhauses St. Pölten war 1999, ein Jahr später wurde die neue onkologische Ambulanz im dritten Obergeschoß des Neubaus eröffnet. Die damalige Wasseraufbereitungsanlage der Dialysestation wurde 2001 in Betrieb genommen, der erste Excimer-Laser in Niederösterreich für die Augenabteilung wurde angeschafft. 2002 wurden die neue Erstversorgung der 3. Medizinischen Abteilung und die Abteilung für Neurochirurgie als Provisorium eröffnet. Das Institut für Hygiene und Mikrobiologie wurde gegründet.

### Übernahme des Krankenhauses durch das Land Niederösterreich

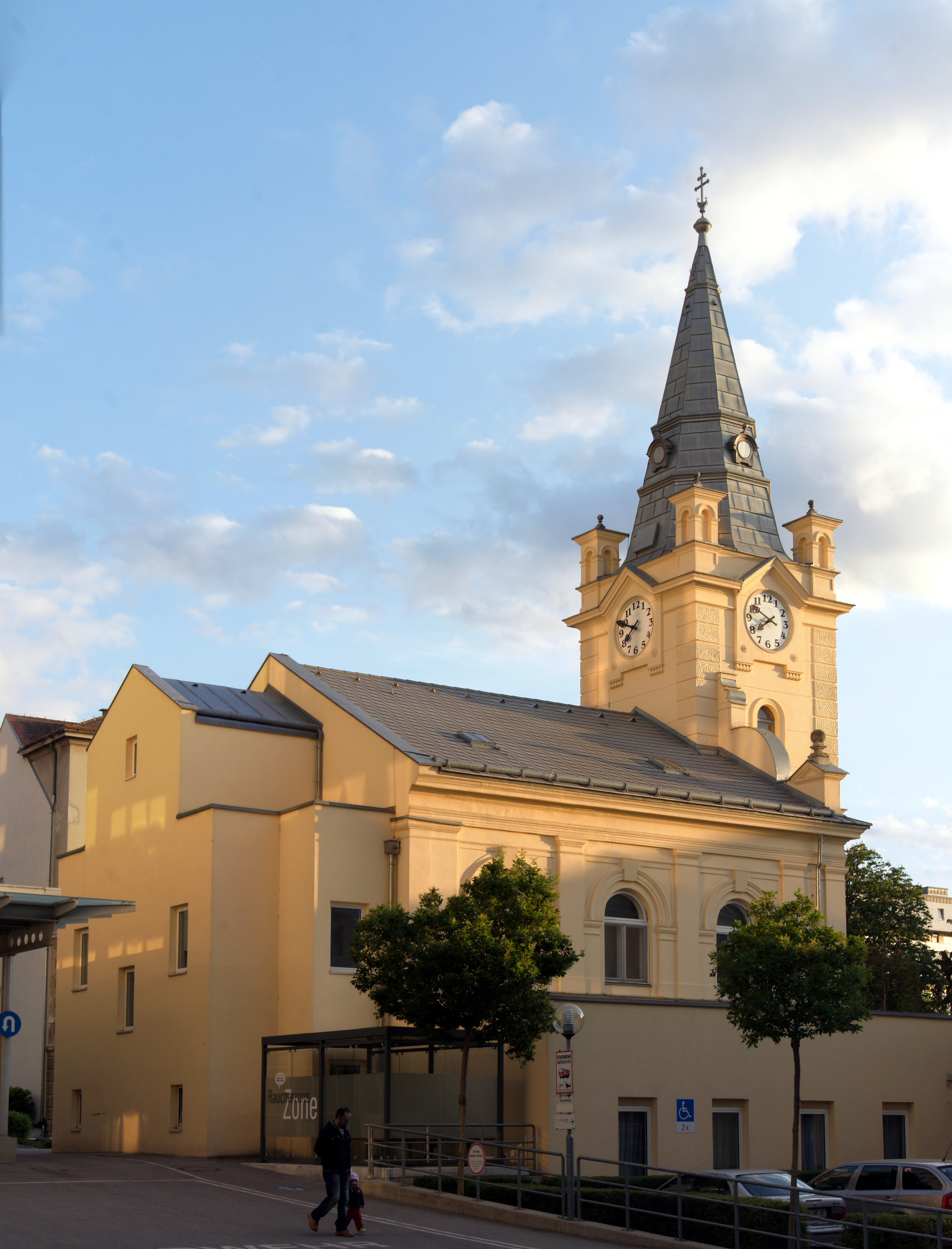
Krankenhauskapelle St. Pölten

Mit Jahresbeginn 2005 übernahm das Land NÖ die Rechtsträgerschaft für das Klinikum. Für den Standortvorteil, der der Stadt durch den Betrieb des Krankenhauses zukommt, wurde eine jährliche Zahlung von 18 Millionen Euro an das Land Niederösterreich vereinbart. Im November wurde der neue Funktions- und Bettentrakt (der neue Name ist Haus B) mit 174 Betten, einer Zentral-OP-Einheit, einer Notfallaufnahmestation sowie einer Zentral-Ambulanz in Betrieb genommen. Am 7. Dezember 2006 erfolgte die Eröffnung der neuen Eingangshalle durch Landeshauptmann Erwin Pröll. 2007 war der Vollbetrieb der neuen Zentral-OP-Einheit möglich, die Intensivstation wurde adaptiert und die Patientenverwaltung neu situiert. Am 19. März 2007 erfolgte der Spatenstich für das Parkhaus am Mühlweg. Am 6. Mai 2008 wurde die neue 2. Medizinische Abteilung in Betrieb genommen. Danach wurde der Pavillon 4 und die ehemalige Pathologie abgebrochen und eine Auffahrtsrampe zur Unfall-Erstversorgung im Einbahnsystem mit Stellplätze für Rettungsfahrzeuge errichtet. Weiters wurden die Intensivstation 1 und die 1. Medizinische Dialysestation im Haus A wurden in Betrieb genommen. 2008 wurden die Adaptierungs-Projekte Gynäkologie-Bettenstation, Dermatologie- sowie die HNO-Ambulanz in Angriff genommen. Am 1. August 2008 wurde das Parkhaus am Mühlweg mit 683 Stellplätzen eröffnet. Zudem erfolgte der Einbau einer Diagnosestraße im Zentrallabor, die zu diesem Zeitpunkt zu einer der modernsten Österreichs gehörte. 2014 wurde das Landesklinikum St. Pölten in Universitätsklinikum St. Pölten umbenannt. Seitdem werden hier Medizinstudenten ausgebildet. Im Jahr 2012 strengte die Stadt St. Pölten eine Klage gegen das Land Niederösterreich an, da der Betrag von 18 Millionen Euro, der für den Betrieb des Klinikums von Seiten der Stadt an das Land ging, dem Gemeinderat zu hoch erschien.

### Eröffnung des neuen Haus C und der Gesundheitsstraße
2018 wurden Haus C und die sogenannte „Gesundheitsstraße“ (Haus G) eröffnet. Klinikum Auf sieben Ebenen mit knapp 60.000 m² 1694 Räume und unter anderem zwei Tiefgeschoße mit über 250 Parkplätzen entstanden. In den Untergeschoßen befinden sich außerdem noch die Mitarbeitergarderobe und ein Fahrradabstellplatz. Im Erdgeschoß befinden sich das Notfall- und Unfallzentrum, ein zentraler Ambulanzbereich und die Klinischen Institute für Medizinische Radiologie und Physikalische Medizin, in der darüber liegenden Ebene die beiden hausinternen Klinischen Institute für Laboratoriumsmedizin sowie Hygiene und Mikrobiologie. Ebene 2 beinhaltet als Intensivebene den Zentral-OP Gruppe C mit angeschlossenem Aufwachbereich sowie drei Intensivstationen mit je 12 Betten. In den drei darüber liegenden Ebenen befinden sich annähernd idente Bettentrakte für die Klinischen Abteilungen für Unfallchirurgie, Allgemein-Chirurgie, Neurochirurgie und Herzchirurgie. Die neue herszchirurgische Abteilung verfügt über 34 Betten und einen angio-OP-Saal. Es ist die zweitgrößte Einrichtung dieser Art in Österreich. Hier werden jährlich 950 herzchirurgische Eingriffe vorgenommen. Die Ebene 6 ist die Technikzentrale für die darunterliegenden Geschoße. Auf dem Dach befindet sich der Hubschrauber-Landeplatz mit direkter Anbindung an das Notfall- und Unfallzentrum. die „Gesundheitsstraße“ ist ein offen gestalteter Komplex im Eingangsbereich des Universitätsklinikums, der neben einem Café diverse Geschäfte beinhaltet. Die „Gesundheitsstraße“ verbindet Haus B und Haus C. Zwischen Haus G und Haus B steht die denkmalgeschützte Krankenhauskapelle des Universitätsklinikums St. Pölten. Die Kapelle ist rund um die Uhr geöffnet und hier stattfindende Gottesdienste werden in die Krankenzimmer übertragen.

### Haus-D-Neubau

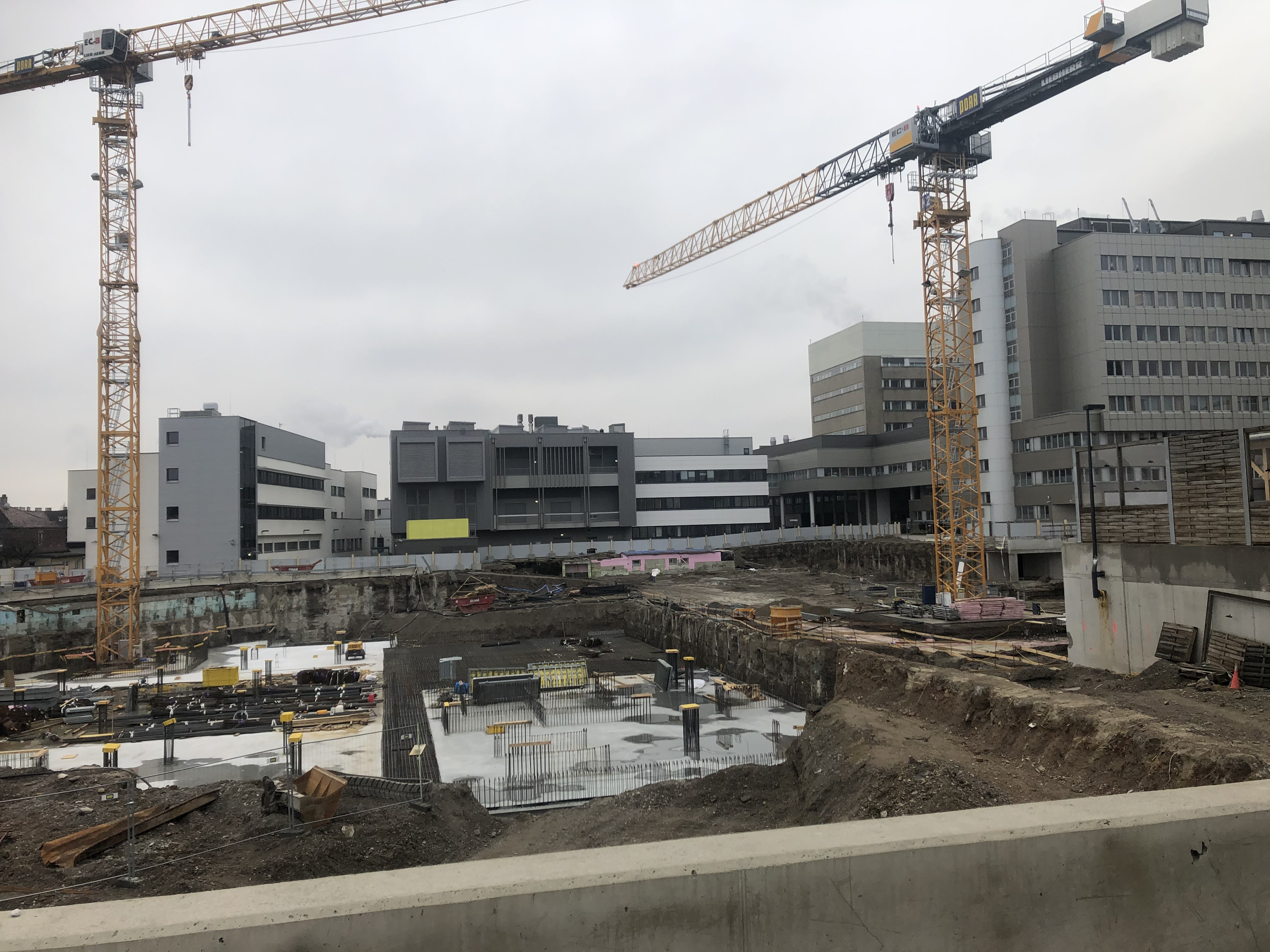
Die Bauarbeiten am Haus D mit Stand Dezember 2020

Anfang März 2017 wurde als Ersatz für das renovierungsbedürftige Haus A ein neues Haus D beschlossen, welche auf der Rückseite des Krankenhauses gebaut werden sollte, wo sich neben der Kinder-Abteilung auch die Urologie-Abteilung und der Rettungsparkplatz vor dem Haus B noch befanden. Der Neubau wurde zunächst mit 176 Millionen Euro veranschlagt und wurde mit rund 350 Betten auf 21.000 m² Nutzfläche geplant. Mit dem Bau wurde nach der Haus-C-Fertigstellung 2019 begonnen, geplantes Ende wäre ursprünglich das Jahr 2021 gewesen, doch dies wurde nach Baubeginn auf Sommer 2024 berichtigt. Nach dem Abschluss der Bauarbeiten ist ein Abriss des 40 Jahre alten Haus A geplant, die dort frei gewordene Fläche soll begrünt werden und dient dann als Platzreserve für neue, noch nicht definierte Bauprojekte. Im Neubau von Haus D fanden die 1. Medizinische Abteilung, die Augen-Abteilung, die Dermatologie-Abteilung, die Dialyse-Station, die Gynäkologie-Abteilung mit Kreißsaal, die Hals-Nasen-Ohren-Abteilung, die Kinder- und Jugend-Abteilung mit der Neonatologie, die Neurologie-Abteilung sowie die Operationssäle der Urologie Platz. Zudem wurde hier das Da-Vinci-Operationssystem der Universitätsklinik installiert, das bei Operationen in der Chirurgie, der Urologie, der Gynäkologie und auch im Bereich HNO zum Einsatz kommt und 2,6 Millionen Euro gekostet hat. Für den Neubau des Hauses D bewilligte die Landesgesundheitsagentur Niederösterreich im Frühjahr 2023 insgesamt 180,6 Millionen Euro. Der Neubau des Hauses D des Universitätsklinikums St. Pölten wurde am 8. Mai 2024 feierlich eröffnet. Anwesend waren unter anderem der Vorstand der Gesundheitsagentur Niederösterreich Konrad Kogler, Landrat Ludwig Schleritzko, die Landeshauptfrau von Niederösterreich Johanna Mikl-Leitner sowie Matthias Stadler, der Bürgermeister von St. Pölten. Der Neubau beinhaltet 400 Betten und ging am 27. Mai in den Vollbetrieb. Im Untergeschoß finden sich eine Zentralambulanz sowie radiologische und onkologische Bereiche. Zudem gibt es ein Restaurant mit einem Innen- und einen Außenbereich, das über 400 Sitzplätze verfügt.

## Organisation
Rechtsträger des Universitätsklinikum St. Pölten ist die Niederösterreichische Landeskliniken-Holding, eine Tochter des Landes Niederösterreich. Jährlich werden 46000 Patienten stationär und weitere 432000 Petienten ambulant versorgt.
Die Klinikleitung für das Universitätsklinikum St. Pölten setzt sich aus der kollegialen Führung zusammen:
- Ärztliche Direktorin: Karin Pieber
- Pflegedirektorin: Michaela Gansch
- Kaufmännischer Direktor: Christian Müllner

### Abteilungen
| - 1. Medizinische Abteilung - 2. Medizinische Abteilung - 3. Medizinische Abteilung - Allgemein-, Gefäß- und Thoraxchirurgie - Anästhesiologie und Intensivmedizin - Augenheilkunde und Orbitachirurgie - Gynäkologie und Geburtshilfe - Hals-Nasen-Ohren-Abteilung - Haut- und Geschlechtskrankheiten - Herzchirurgie - Kinder- und Jugendabteilung | - Mund-, Kiefer- und Gesichtschirurgie - Neurochirurgie - Neurologie - Plastische, Ästhetische und Rekonstruktive Chirurgie - Unfallchirurgie und Sporttraumatologie (im neuen HAUS C unter Unfallzentrum zusammengefasst) - Urologie und Andrologie - Institut für Hygiene und Mikrobiologie - Institut für Laboratoriumsmedizin - Institut für Klinische Pathologie |

### Ambulanzen

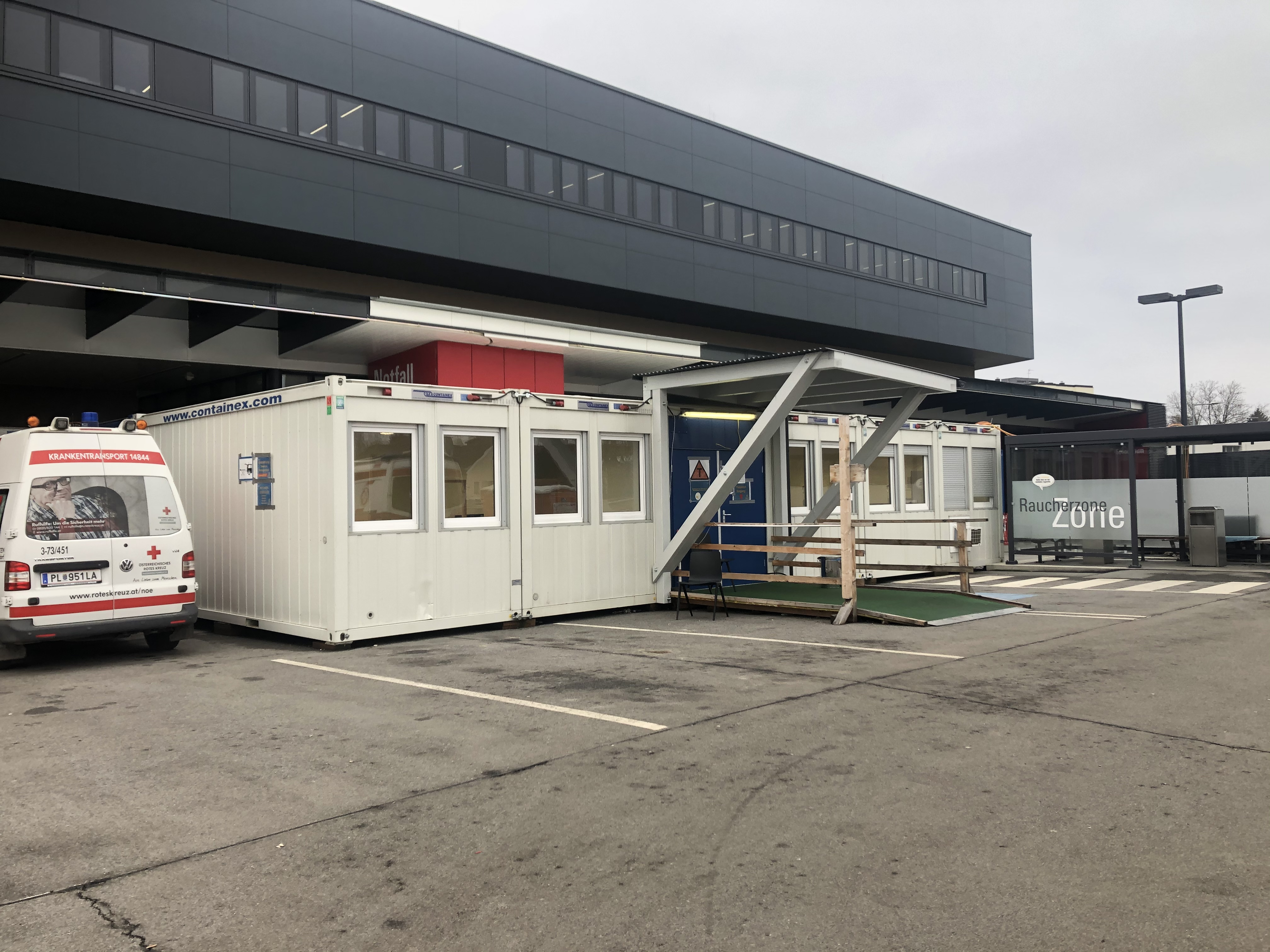
Die Notfallambulanz im neuen Haus C mit dem COVID-19-Sonderzugang, wo eine Vortriagierung stattfindet

| - 1. Medizinische Ambulanz - 2. Medizinische Ambulanz - Allgemein-, Gefäß- und Thoraxchirurgie Ambulanz - Atemphysiologie - Augenambulanz - Endoskopiezentrum ICE - Gynäkologische Ambulanz - Hals-Nasen-Ohren-Ambulanz - Hautambulanz - Kardiologische Ambulanz | - Kieferchirurgische Ambulanz - Kinder- und Jugendambulanz - Kinderwunschambulanz/IVF - Laborambulanz - Neurochirurgie Ambulanz - Neurologische Ambulanz - Nuklearmedizin - Molekulare Bildgebung - Endokrinologie - Orthopädische Ambulanz - Osteoporoseambulanz - Institut für Physikalische Medizin und Rehabilitation Ambulanz | - Plastische, Ästhetische und Rekonstruktive Chirurgie Ambulanz - Schilddrüsenambulanz - Schmerzambulanz - Unfallambulanz und Sporttraumatologie - Urologische Ambulanz |

## Ausbildung
Neben einer Allgemeinen Gesundheits- und Krankenpflegeschule gibt es auch eine Medizinisch-Technische Fachschule.